# Cucina dell'antica Siracusa
La cucina dell'antica Siracusa fu una delle più celebri e chiacchierate dell'epoca greca e mantenne la sua notorietà anche in epoca romana.

## La prima scuola di cucina
(Domenico Scinà, commento ad Archestrato in Storia letteraria di Sicilia dei tempi greci, 1859, p. 205.)

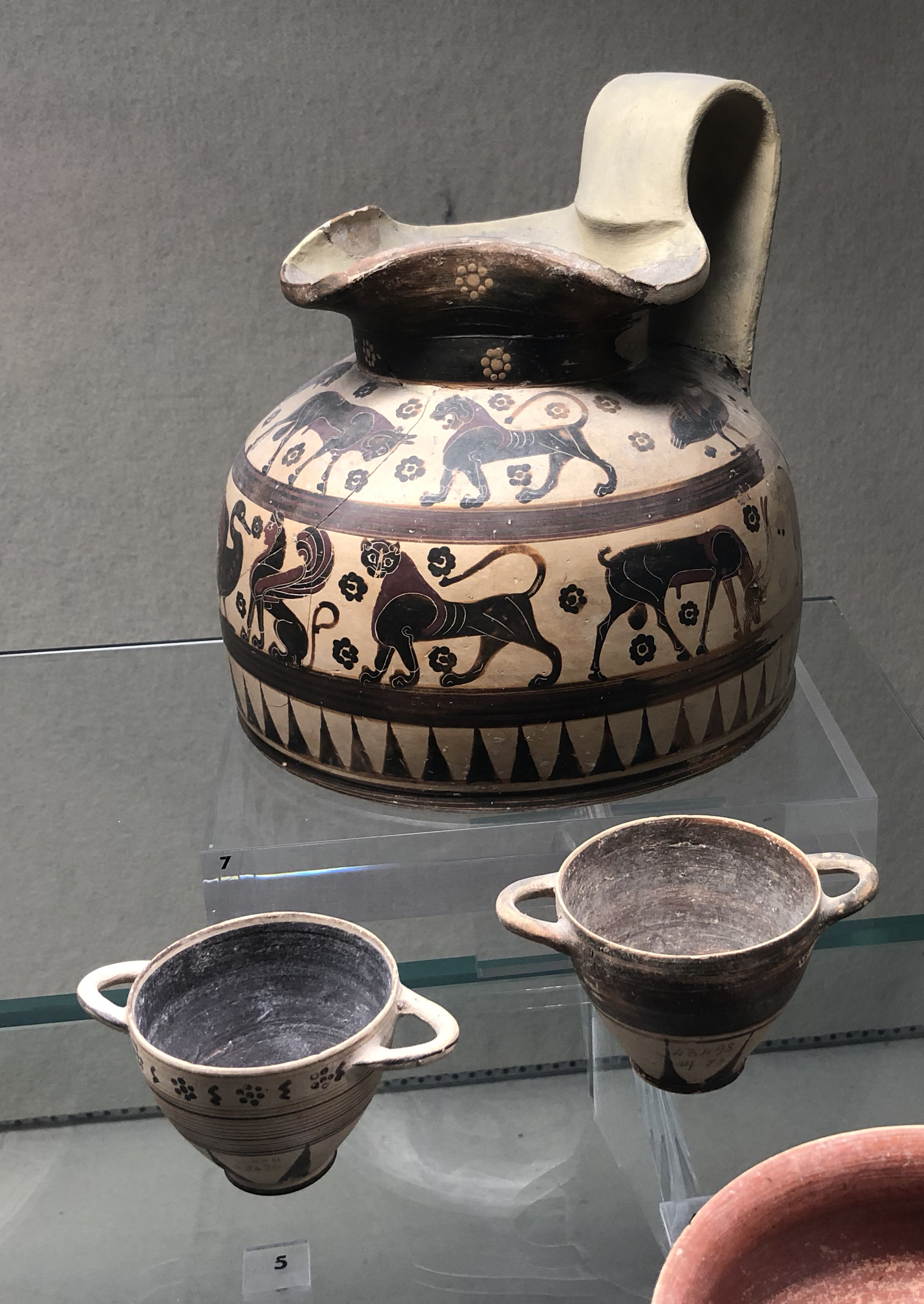
Skyphos (coppe per bere) della Siracusa di VI sec. a.C.

Archestrato di Gela fu molto critico nei confronti degli antichi Siracusani: li rimproverava di «guastare», secondo i suoi gusti, il pesce, che veniva cosparso di salse e formaggio. Egli, adirato, raccomandò: 
(Archestrato di Gela, Gastronomia in Ateneo di Naucrati, Deipnosofisti, VII, cap. XVII, 311b, 311c.)
Tuttavia, nonostante i numerosi appunti critici di Archestrato, la cucina di Siracusa era in verità molto rinomata nell'antica Grecia: in questa città nacque quella che è stata definita dagli storici moderni come «la prima scuola professionale di cucina».
Nell'antica Siracusa si formarono infatti i primi cuochi e scrittori di gastronomia: da Miteco Siculo, ristoratore e autore del primo libro culinario del mondo occidentale (purtroppo andato perduto), il quale venne soprannominato il «Fidia dei cuochi» da Massimo di Tiro (reso noto da Ateneo di Naucrati, lo storico che ha conservato le maggiori testimonianze sull'arte culinaria dell'epoca greca), a Labdaco, accademico e cuoco molto richiesto: «il maestro de’ cucinieri, i più rinomati della Grecia», riporta Ateneo nel suo scritto.
(Alessi riporta le parole di un cuoco; citazione conservata da Ateneo di Naucrati, IV, cap. XX, 169d.)

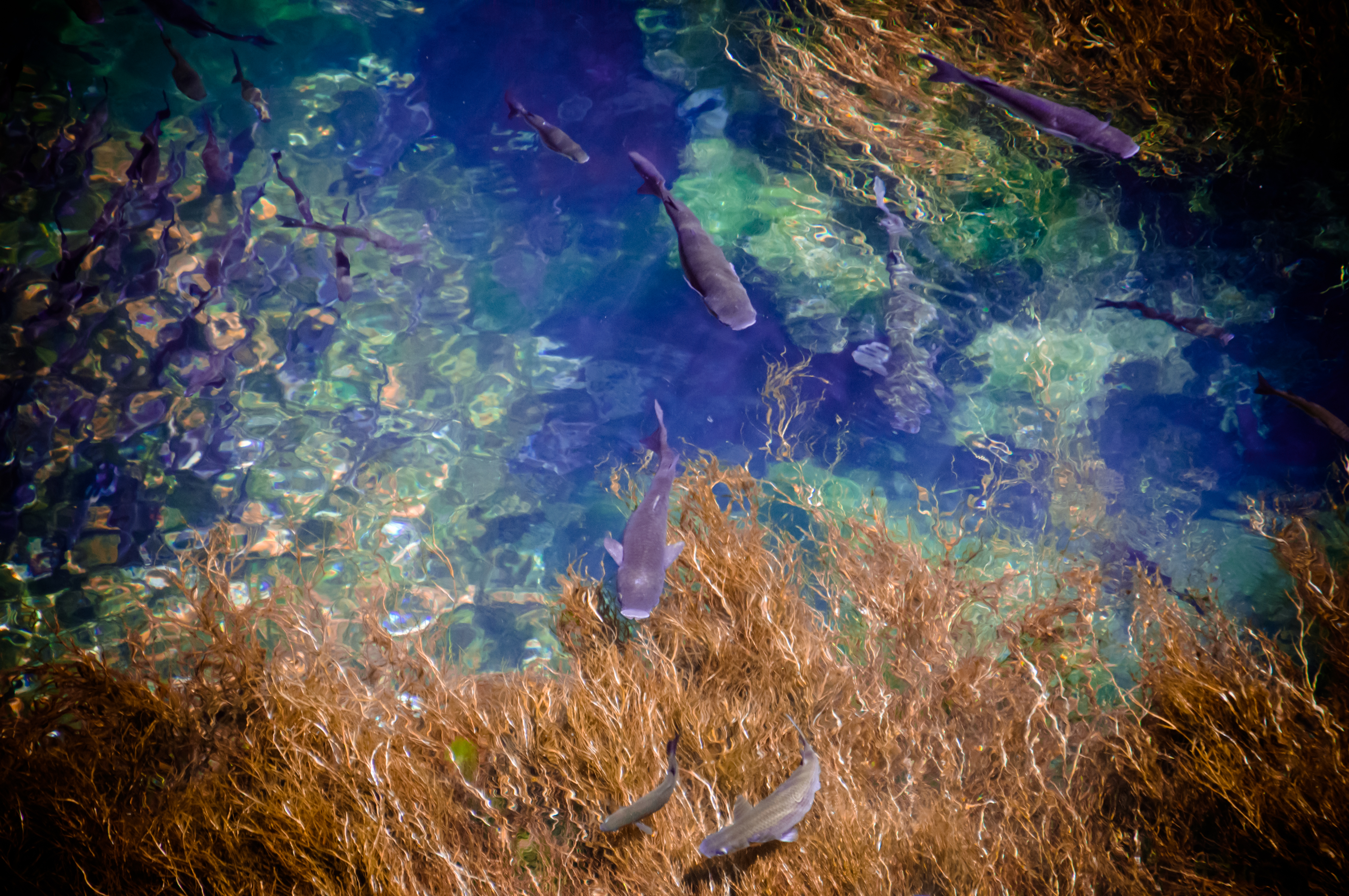
L'antica Siracusa si nutriva soprattutto di pesci, ma vietava, nella maniera più assoluta, la cattura di una specie marina: i cefali della fonte Aretusa

Intenditori di cucina (cuochi e autori) furono anche i siracusani Eraclide (due figure culinarie con questo nome) e Terpsione; costui, secondo Clearco di Soli (anch'egli citato da Ateneo), sarebbe stato il maestro di Archestrato.
I due Eraclidi hanno invece lasciato testimonianze su diversi usi culinari degli antichi Siracusani: nei loro scritti si poteva leggere, ad esempio, che le migliori uova da mangiare erano quelle di pavone, considerate come le più buone di tutte, poi seguivano quelle di oca e solo al terzo posto si menzionavano quelle di gallina. Il pesce andava a comporre un ingrediente base della loro alimentazione; lo stesso Archestrato ammette che quelli che sapevano esaltare in cucina nel migliore dei modi i pesci da scoglio erano i Siracusani. Invita inoltre a pescare solamente qui l'elope, e aggiunge: «mangiala soprattutto nella gloriosa Siracusa», perché questo pesce era nativo del luogo (si tratta probabilmente dell'Alopias vulpinus, ovvero il pesce spatola, che ancora oggi abbonda nelle acque siracusane). Molto diffusa era pure la pesca del tonno, la cui pratica appare già nei gesti di un mimo aretuseo di V secolo a.C., Sofrone di Siracusa (il titolo dell'opera era pescatore di tonno). E andavano fieri della pescosità del loro mare, al quale attribuivano, simbolicamente, acque dolci, poiché dolci erano i frutti (da intendersi come pesci) che quel mare era in grado di donarli.

## Siracusani a tavola: l'opulenza e il vino

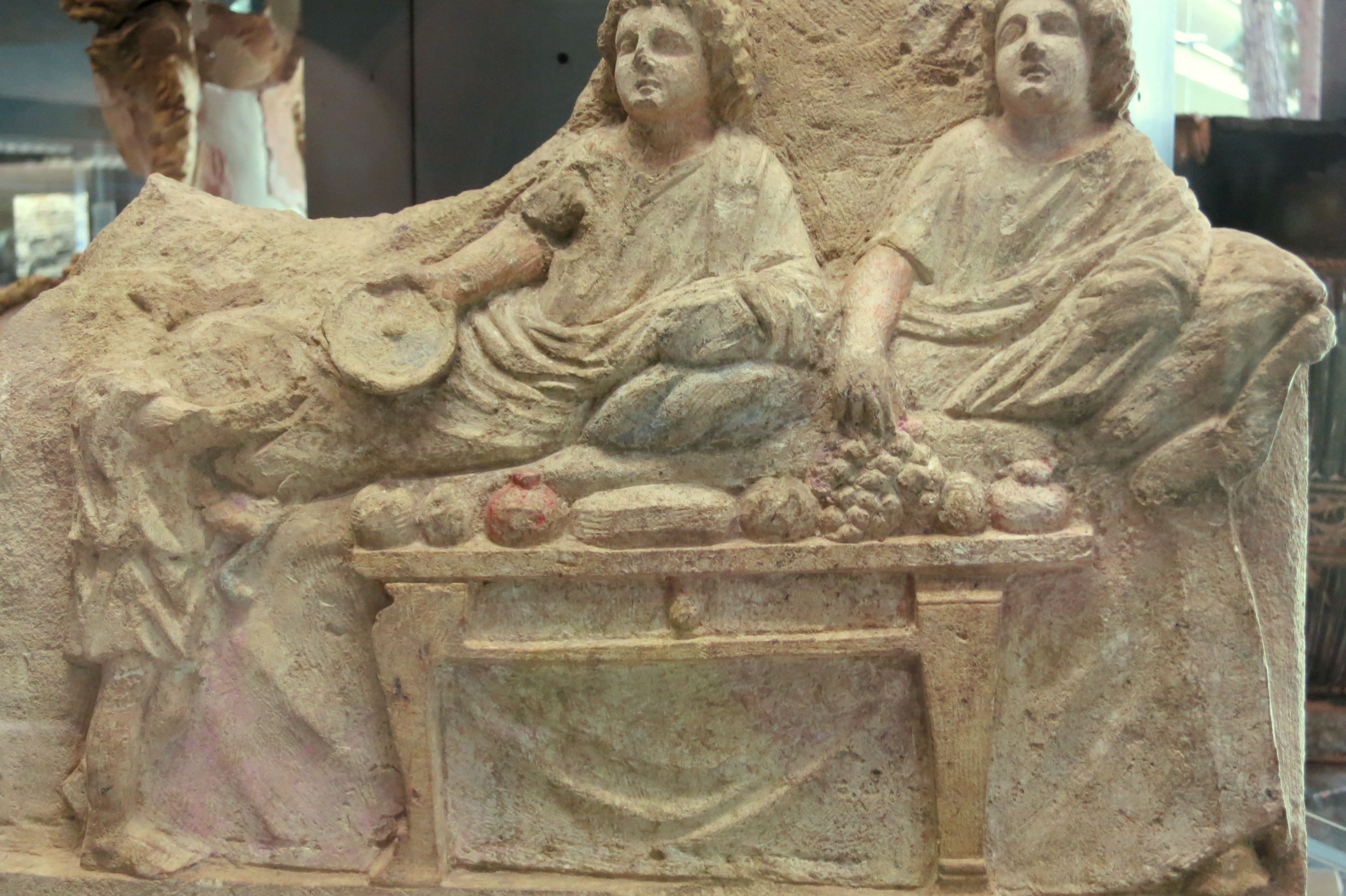
Scultura proveniente dall'antica Siracusa, ritraente la scena di un simposio (museo archeologico regionale Paolo Orsi)

Data la popolarità raggiunta dalla cucina siracusana, le abitudini alimentari dei suoi abitanti entrarono a far parte dei proverbi degli antichi Greci: «come una mensa siracusana» o «come un banchetto siracusano » era un diffuso modo di dire per indicare le tavole estremamente ricche, apparecchiate abbondantemente di cibo e con ogni comodità d'uso culinario; da qui nacque la fama del cuquus siculus e il cibo che egli cucinava, per il suo profumo intenso, veniva paragonato all'incenso.
La testimonianza dell'opulenza e del lusso della tavola aretusea si ritrova in numerosi testi antichi: negli scritti di Diogene il Cinico, Aristotele, Aristofane (che nei Banchettanti paragona i Siracusani ai Sibariti), Strabone e in altri ancora.
Un altro proverbio che coinvolgeva l'alimentazione siracusana riguardava il vino e si usava nei confronti di coloro che durante il desinare bevevano troppo, allora a queste persone si diceva di non fare come i Siracusani, i quali erano soliti imitare le rane; modo di dire divulgato inizialmente da Archestrato:
(Archestrato di Gela in Ateneo di Naucrati, III 100d.)
Il critico d'arte culinaria geloo paragona i Siracusani a delle rane perché questo animale anfibio era in grado di contenere al suo interno un ingente quantitativo di acqua (da qui il modo di dire «come dare acqua alla rana»); allo stesso modo, secondo Archestrato, gli abitanti di Siracusa si riempivano lo stomaco di fiumi di vino, senza però compensare l'alcol con sufficienti quantità di cibo. L'eccessivo amore siracusano per il vino appare anche in altri scrittori antichi, tra i quali nuovamente Aristotele, Teofrasto, Antigono di Caristo, Plinio il Vecchio, Plutarco. Del resto, questa polis ebbe un rapporto realmente significativo con il cosiddetto «nettare degli dei»: si consideri che, secondo le fonti pervenute, i due eventi più importanti di Siracusa, ovvero la nascita del suo primo governo e la fine della sua indipendenza come polis, sono strettamente legati al vino.

## Platone e la cucina siracusana
Ad ogni modo, se per Archestrato i Siracusani durante i banchetti non mangiavano affatto - egli afferma che essi in queste occasioni si nutrivano di fave, ceci, mele e fichi secchi (che egli considera «cibi della miseria») - di tutt'altro avviso fu il filosofo Platone, il quale sarebbe stato felicissimo se, nel periodo in cui egli risiedette nella loro polis, i Siracusani si fossero limitati a mangiare i cibi poveri di cui parlava il critico geloo, invece pare che questi lo abbiano fatto penare, non seguendo, almeno inizialmente, lo schema alimentare al quale l'Ateniese raccomondava di attenersi.

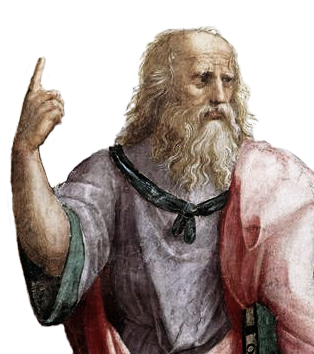
Platone, dipinto da Raffaello Sanzio. Il filosofo ateniese voleva "bandire" la cucina siracusana, in quanto corruttrice della frugalità

Platone ha lasciato diverse testimonianze utili a carpire l'antica cucina siracusana. Egli, che stimava Miteco Siculo (lo menziona nel suo Gorgia, quando fa dire a Socrate che costui era l'autore di un trattato sulla cucina siracusana e che era il più abile nel preparare piatti deliziosi) parla degli usi e costumi dei Siracusani a tavola ne La Repubblica: afferma che quella siracusana è una cucina sofisticata, evoluta, che fa largo uso di condimenti e di utensili; di pentole, che quindi non cuoce più i cibi direttamente sulla brace. Ma tutto questo è motivo di rimprovero per il filosofo, non di lode, poiché si ci è allontanati troppo dagli eroici precetti di Omero (i soldati dei suoi racconti non si portavano dietro le pentole e non conoscevano altro se non pagnotte e carne arrostita). Platone quindi fa dire, ancora una volta a Socrate, le seguenti parole:
(Platone, La Repubblica, III, 404d. Trad. ita di Francesco Rizzo, Dialoghi politici e Lettere.)
Nella paideia di Platone (ovvero nella formazione dei cittadini abitatori dello Stato ideale) il cibo aveva un'importanza fondamentale: il pasto doveva essere frugale (modesto e semplice), affinché il corpo ne beneficiasse e di conseguenza anche l'anima. I guerrieri e gli atleti non dovevano lasciarsi corrompere dall'esempio della cucina siracusana, come invece stava accadendo ormai un po' da per tutto (si veda a tal propostito anche la testimonianza di Lucio Flavio Filostrato nel suo trattato Ginnastico). Sempre Platone, nella Lettera settima, asserisce che «non gli piacque affatto la cosiddetta dolce vita (o beata), fatta tutta di banchetti italioti e siracusani, di una esistenza passata a riempirsi di cibo due volte al giorno».
L'Ateniese rimase meravigliato dalla voracità dei Siracusani. Egli rimproverava loro, tra le tante altre cose, il fatto di mettersi a mangiare in maniera completa per ben due volte giorno, anziché una. Eppure il filosofo stesso venne accusato, come riporta Diogene Laerzio, di essere approdato a Siracusa proprio per godere di quella cucina tanto chiacchierata, al che Platone dovette difendersi dicendo che egli per tutto il tempo che era rimasto nella città siceliota si era cibato delle sue semplici cose e, specifica, di olive. Proprio sulle olive si concentrò allora il suo interlocutore, il cinico Diogene di Sinope (o secondo altri Aristippo), domandando a Platone se si fosse spinto fin lì solo per mangiare olive. Effettivamente con l'arrivo dei Greci questo territorio si riempì di olivi: Tucidide, nella sua cronaca Guerra del Peloponneso, parla degli oliveti siracusani, lodandoli (il patrimonio boschivo del siracusano era infatti composto nella sua maggior parte, e fino a qualche tempo fa, proprio da oliveti).

## Il grano: i prescelti di Demetra

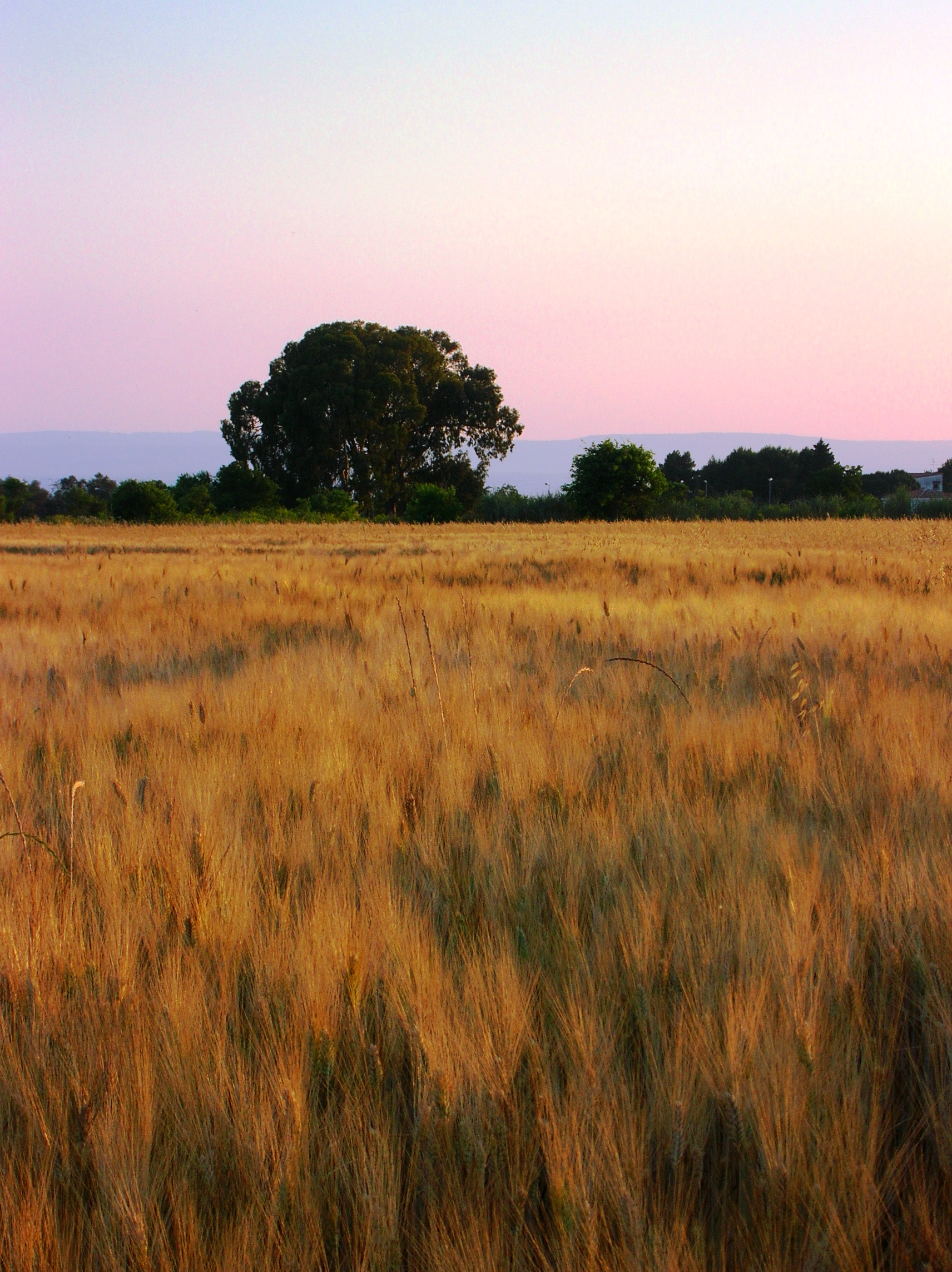
Campi di grano nel siracusano

Altro cibo caro ai Siracusani, di arcaica presenza sulle tavole, è il grano: essi erano particolarmente legati alla preparazione delle pietanze a base di grano (pane, pasta e pastine), poiché tra tutti i popoli della Terra i Sicelioti si consideravano i prescelti, coloro che ricevettero per primi il frutto del grano (la cariosside) dalle mani della dea Demetra (il cui culto si diffuse in Sicilia partendo da Siracusa). In contrasto quindi con Eleusi.

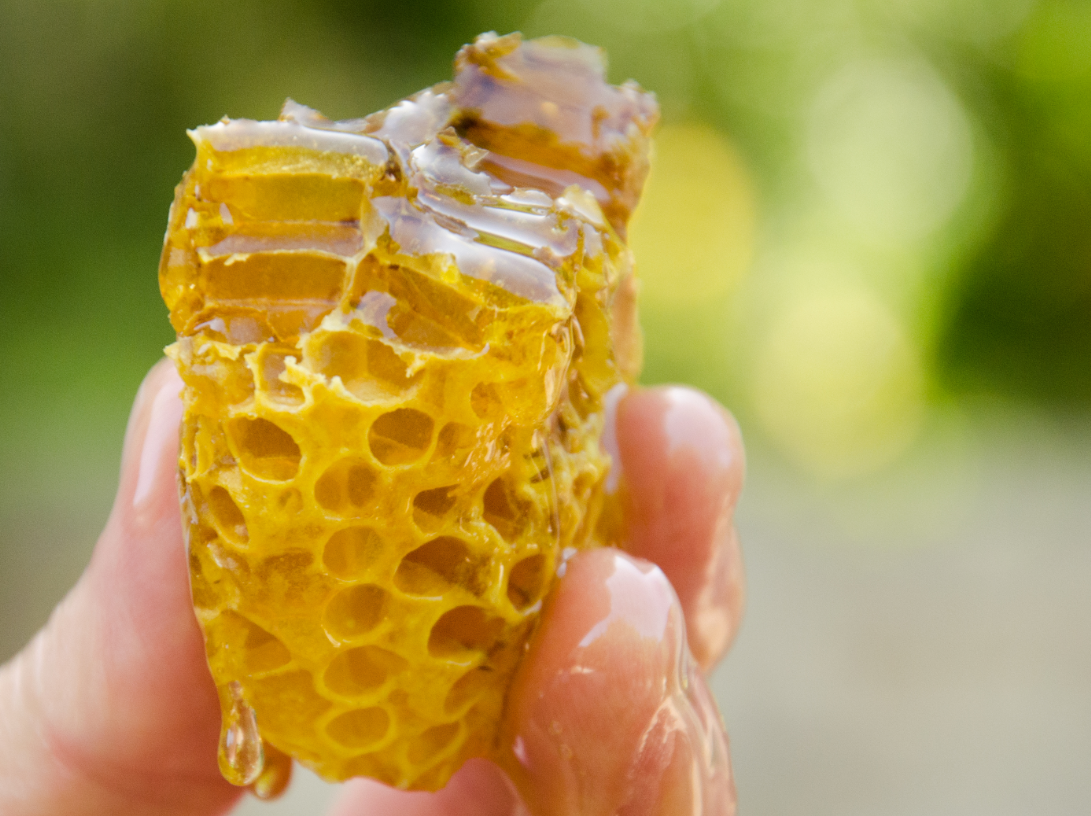
Il miele ibleo della valle del fiume Anapo

Plutarco ed Eraclide testimoniano che i Siracusani dedicavano una grande festa alla dea della cerealicoltura (la loro Demetra Sitò o Himalìs) e un'altra festa a sua figlia, Kore: la prima si svolgeva in primavera, quando si seminava il grano, e durava ben dieci giorni; la seconda si svolgeva in estate, nel tempo della mietitura.

## Il miele
Costoro poi, in cucina, mescolavano la farina con i fiori, con le erbe aromatiche e con il miele, così come rende noto Teocrito nel suo XV° idillio (Le Siracusane), e cucinavano in questo modo i loro dessert. Un altro dolce al miele da essi preparato, molto famoso, si chiamava Mylloi (focacce con miele e sesamo).
(Teocrito di Siracusa, Idillio, XV, vv. 115-118.)
Con il miele i Siracusani avevano un rapporto altresì peculiare: essi effigiavano le api nelle loro monete, così come faceva l'Ibla Megale, e veneravano Aristeo, il dio dell'agricoltura, che giunse in Sicilia per insegnar loro la lavorazione dell'olio, del latte e del miele; quello del siracusano, noto come miele ibleo (dagli omonimi monti), divenne talmente celebre da essere citato persino negli scritti dell'imperatore romano Augusto, in quelli dei poeti Virgilio, Marziale e nelle opere di numerose altre personalità dell'epoca antica. Era l'unico miele, a detta dei più, che poteva essere paragonato al miele attico del monte Imetto.